# カルステン・ボルクグレヴィンク
カルステン・ボルクグレヴィンク（諾: Carsten Egeberg Borchgrevink、1864年12月1日 - 1934年4月21日）は、イギリス系ノルウェー人の極圏探検家であり、現代南極旅行のパイオニアでもあった。南極探検の英雄時代に有名になったロバート・スコット、アーネスト・シャクルトン、ロアール・アムンセンなどに先行した探検家だった。1894年、ノルウェーの捕鯨船遠征に加わることで探検家としての経歴が始まり、その時に南極圏の植物標本を初めて持ち帰った。
1898年から1900年、ボルクグレヴィンクはイギリスが資金手当てしたサザンクロス遠征を率い、1899年には初めて南極大陸で越冬し、ジェイムズ・クラーク・ロス以来約60年ぶりにグレート・アイス・バリアを訪れた。ボルクグレヴィンクは2人の仲間と共にバリアに上陸し、その表面を初めて橇で旅し、当時として最南端記録である南緯78度50分まで進んだ。イングランドに戻ると、この遠征で多くの「初物」を達成したにも拘わらず、大衆やイギリスの地理学関係機関からはそこそこの反応しか示されなかった。当時の関心は間近に迫っていたスコットの国営南極遠征に集まっていた。ボルクグレヴィンクの仲間はその指導力を批判し、ボルクグレヴィンク自身の遠征に関する報告もジャーナリズム的であり、あまり信用できないと見なされた。
ボルクグレヴィンクはサザンクロス遠征の後、1902年にアメリカの地理学協会からカリブ海に送られた3人の科学者の1人となり、プレー山の1902年大噴火の後の経過を報告した。その後はオスロに住み、大衆の注目を浴びない人生を送った。そのパイオニア的な業績はその後幾つかの国から認められ、1912年には南極点を征服したロアール・アムンセンから立派な賛辞を受けた。1930年、イギリスの王立地理学会がボルクグレヴィンクの極圏探検に対する貢献を認め、庇護者のメダルを授与した。学会はそのときの声明で、サザンクロス遠征におけるボルクグレヴィンクの業績に公正な評価を行っていなかったことを認めた。

## 初期の経歴
カルステン・ボルクグレヴィンクはオスロで生まれた。父はノルウェー人の弁護士で貴族のヘンリク・クリスチャン・ボルクグレヴィンク、母はイギリス人のアニー（旧姓リドリー）だった。一家はオスロのウラニーンボルク地区に住んでおり、そこではロアール・アムンセンが幼馴染であり、共に大きくなった。ボルクグレヴィンクはオスロのゲルトセン・カレッジで教育を受け、後の1885年から1888年はドイツ、ザクセン州タラントの王立サクソン林業アカデミーで学んだ。
歴史家のロランド・ハントフォードに拠れば、ボルクグレヴィンクは落ち着きのない性格であり、冒険に対する憧れがあって、林業の訓練を終えた後はオーストラリアに行くことになった。クイーンズランド州とニューサウスウェールズ州で政府の測量チームと共に4年間働き、その後はボーウェンフェルズという小さな町に入り、コーワーウル・アカデミーで言語学と博物学の教師になった。初めて極圏探検に興味を持ったのは最初のオーストラリア南極探検委員会における地元科学者の仕事に関する新聞記事を読んでからだった。この組織は1886年に設立され、南極地域で恒久的な科学研究基地を設立するための調査を行っていた。この計画は実現されなかった。1894年にボルクグレヴィンクがノルウェーの南極遠征隊と契約する機会が生まれたのは、1890年代初期に商業捕鯨への関心が復活したことだった。

## 捕鯨の旅
ボルクグレヴィンクが加わった遠征は、ノルウェーの実業家で起業家のヘンリク・ブルが組織していた。ブルはボルクグレヴィンクと同様1880年代にオーストラリアに入っていた。ブルは南極海域でのアザラシ漁と捕鯨を計画した。メルボルンの学会で、商業と科学の両面を持つ費用折半の事業に興味を引かせることに失敗し、ノルウェーに戻ってそこで遠征隊を組織した。ブルは84歳の「近代捕鯨の父」かつ捕鯨砲の発明者であるスヴェン・フォインと出逢った。フォインの支援を得て捕鯨船カップノア（北の岬）を取得し、アンタークティック（南極）と改名した。ブルは経験を積んだ捕鯨船の船長レナード・クリステンセンを雇い、1893年9月、乗組員と小さな科学チームと共にノルウェーを出発した。ボルクグレヴィンクは1894年9月にアンタークティックがメルボルンに寄港すると知ったとき、人員に空きが無いかを期待して急ぎメルボルンに行った。後に自分で南極遠征を率いることになるウィリアム・スペアズ・ブルースが、博物学者としてブルの遠征に加わるつもりだったが、船がノルウェーを離れる時に間に合わなかった。このことでボルクグレヴィンクの入り込む隙間が生じていたので、メルボルンでブルに会い、甲板員と科学者を兼ねる要員として自分を連れて行くよう説得した。

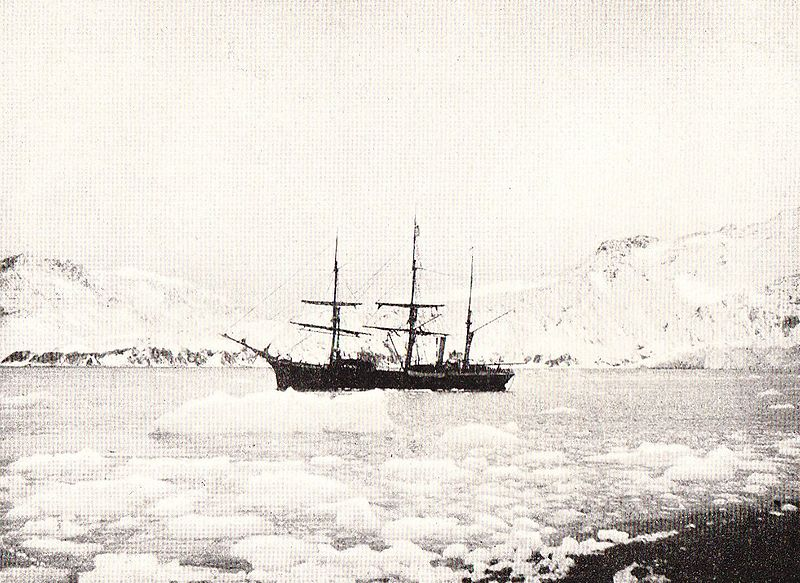
ヘンリク・ブルのアンタークティック、流氷に捉われている

その後の数か月間、亜南極地域の諸島周辺でのアザラシ漁は成功だったが、クジラを見つけるのは難しかった。ブルとクリステンセンはさらに南に進んでみることに決めた。それ以前の遠征ではクジラの存在が報告されていた。船は流氷のベルトを抜けてロス海に入ったが、依然としてクジラは見つからなかった。1895年1月17日、ポゼッション島に上陸した。そこは1841年にジェイムズ・クラーク・ロス卿がイギリス国旗を立てた所だった。ブルとボルクグレヴィンクは、自分たちがそこに来た証拠として、缶にメッセージを入れてそこに残した。この島でボルクグレヴィンクは地衣類を見つけた。南極圏より南では初めて見つけられた植物だった。1月24日、船はケープ・アデアの近くに着いた。そこは南極大陸のヴィクトリアランド海岸線の北端だった。ロスが1841年にここへ来たときは上陸できなかったが、アンタークティックが岬に近づくと、ボートを降ろせるほど気象条件が良かった。ブル、クリステンセン、ボルクグレヴィンク他を含む1隊が岬の下の砂利浜に向かった。このとき誰が最初に上陸したかが議論になった。クリステンセンとボルクグレヴィンクがその栄誉を巡って争った。17歳のニュージーランド水夫アレクサンダー・フォン・タンゼルマンも「ボートから飛び降りてボートをしっかり保持した」と主張していた。この隊は南極大陸初の上陸だと主張したが、この前の1821年2月にイギリスとアメリカの捕鯨船長ジョン・デイビスが南極半島に上陸したか、あるいは他にも捕鯨船の遠征があった可能性もある。
ボルクグレヴィンクはケープ・アデアで上陸している間にさらに石と地衣類の標本を集めた。それまでこれほど南で植物が生育できるか疑われていたが、その標本が科学の世界に大きな興味を生み出すことになった。ボルクグレヴィンクはさらに海岸線の細かい調査を行い、将来遠征隊が上陸して越冬用の基地を設営できるか可能性がある場所を評価した。アンタークティックがメルボルンに戻ったとき、ブルとボルクグレヴィンクは船を離れた。それぞれがさらなる南極探検の資金を集めようとしたが、うまく行かなかった。むしろ二人の間に敵意が生まれた。これはアンタークティックでの航海に関する二人の証言が異なっていたことが原因である可能性が強い。それぞれが互いの役割を十分に認識しないままに自分の役割ばかりを強調していた。

## 遠征の計画づくり

### 国際地理学会議、1895年
ボルクグレヴィンクはケープ・アデアで南極大陸初の越冬を行うという遠征のアイディアを促進するため、ロンドンに急行して、王立地理学会が主催する第6回国際地理学会議に出席した。1895年8月1日、ボルクグレヴィンクは会議で演説し、科学遠征隊が南極で冬季宿営できる可能性のある場所としてケープ・アデアの浜を説明した。その場所について「家屋、テント、物資の安全な場所」と表現し、この場所には「南極圏の厳しい力を示さない開放された力」を示すものがあると言った。また、大陸内部にはこの浜から「穏やかな傾斜」という容易な経路によって行くことができるかもしれないと示唆した。ボルクグレヴィンクは次の遠征を自ら率いるつもりがあると宣言して、その演説を締めくくった。この会議に出席していた王立地理学会の司書ヒュー・ロバート・ミルは、この演説に対する反応を「彼のぶっきらぼうなやり方と纏まりの無い演説が、現実の新鮮な風で学術的な雰囲気を掻き雑ぜた。このとき誰もボルクグレヴィンクを大変好んだわけではなかったが、彼にはダイナミックな性質があり、未知の南極に再度出発する目標を設定して、我々の中に探検を予告するものとして心に訴えるものがあった」と報告していた。しかし、この会議はボルクグレヴィンクの考えを裏書まではせず、その代わりに南極探検を支援する一般決議を通し、「世界中の様々な科学界が、最も効果的と考えられる方法で、この世紀が終わる前に事業に取り掛かることを促進すべき」と提案した。

### 支援元の探求

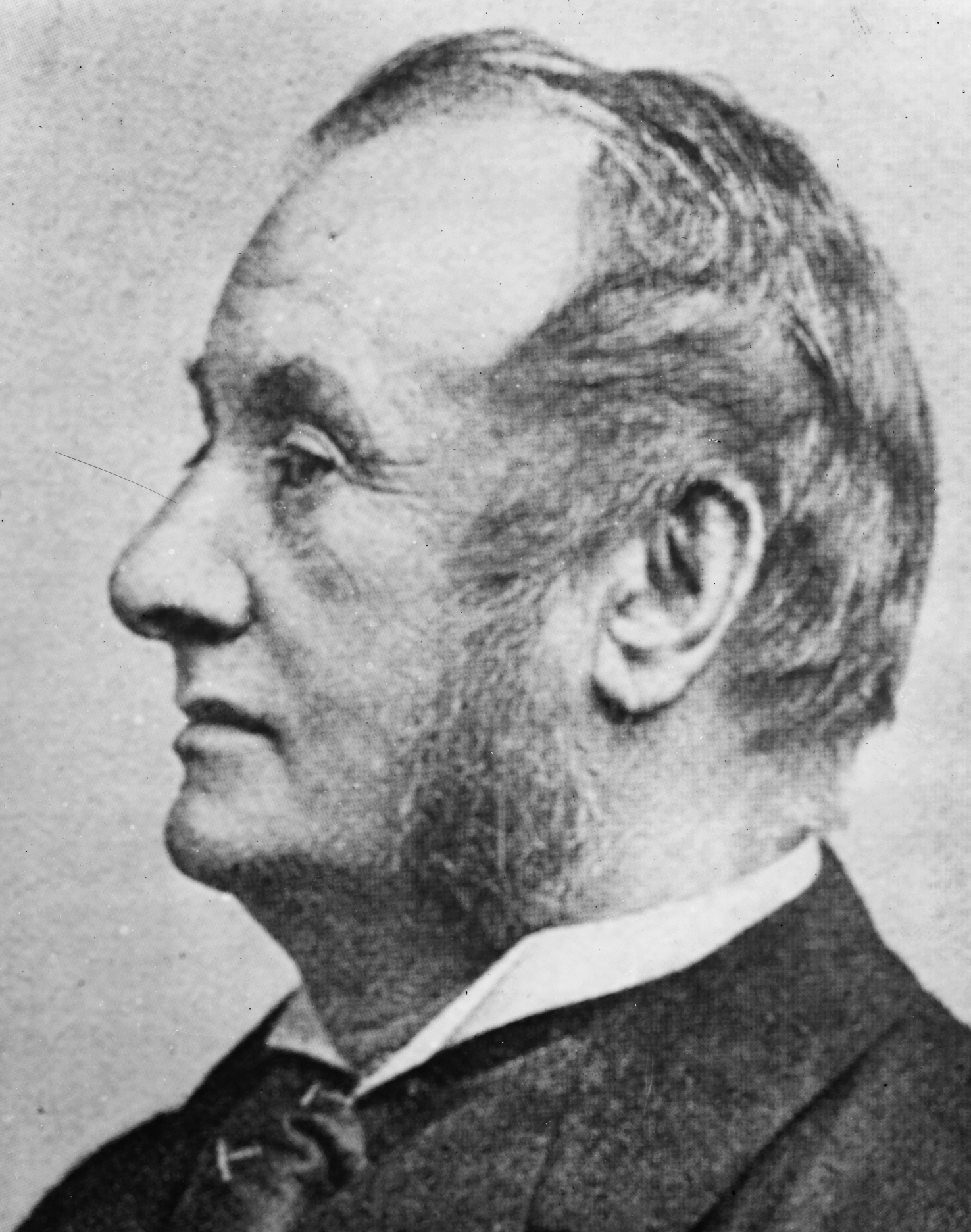
クレメンツ・マーカム卿、王立地理学会長、ボルクグレヴィンクの南極探検計画に反対した

次の2年間、ボルクグレヴィンクはヨーロッパとオーストラリアを旅し、その遠征の計画に支援と資金を提供してくれる者を探したが、成果はなかった。合同で計画しようとした相手の一人がウィリアム・スペアズ・ブルースであり、独自の南極遠征計画を持っていた。その合同計画は、ヘンリク・ブルとの関係を切っていたボルクグレヴィンクが、ブルースはブルと話をしていると知ったときに、潰れた。「それ故に我々は共同事業を行えない」とブルースに手紙を書いた。また王立地理学会が1893年以来、独自に南極丹家計画を温めていたことが分かった。その会長であるクレメンツ・マーカム卿の影響力の下で、この計画は科学的な探検であるだけでなく、イギリス海軍が以前に極圏探検で持っていた栄光を取り戻そうとするものでもあった。この計画はスコット大佐の指揮下に国営南極探検に発展することとなり、ボルクグレヴィンクの質素な提案よりも学識者の興味を惹きつけていたのがこの計画だった。マーカムは自分の計画から財政的な支援を奪うような民間事業に激しく反対しており、ボルクグレヴィンクは実際的な支援を得られる見込みがないことを理解した。「南極と言う巨岩を転がさねばならないのは、険しい丘に上がることである」と記していた。

### ジョージ・ニューネス卿
ボルクグレヴィンクは出資者を探しているときに、イギリスの主導的雑誌出版者で映画のパイオニアであるジョージ・ニューネス卿と出逢った。ニューネスの出している雑誌には「ウェストミンスター・ガゼット」、「ティット・ビッツ」、「カントリー・ライフ」、「ストランド・マガジン」があった。出版者が探検を支援するのは異常なことではなかった。ニューネスの大きなライバルであるアルフレッド・ハームズワース（後のノースクリフ卿）がフレデリック・ジャクソンのフランツ・ヨーゼフ諸島（バレンツ海）遠征に金を出したばかりであり、国営南極探検にも財政的裏付けとなると約束していた。ニューネスはボルクグレヴィンクから十分な印象を受け取り、提案された遠征の総費用、約4万ポンド（2008年換算で少なくとも300万ポンド）を提供することになった。このニューネスの気前の良さがクレメンツ・マーカムと地理学の機関を激怒させ、一文無しのノルウェー人であるボルクグレヴィンクが、自分たちのために来るはずだったイギリスの金を取り上げたという見方をした。マーカムはボルクグレヴィンクに対して敵対心と侮蔑の態度を続け、ボルクグレヴィンク遠征隊の出発式に出席したミルを叱った。
ニューネスは遠征がイギリスの旗の下に出港することを主張し、「イギリス南極遠征」と名付けられることを求めた。実際には隊員29人のうち、イギリス人は2人だけであり、1人がオーストラリア人、残りがノルウェー人だった。それにも拘わらず、ボルクグレヴィンクは遠征のイギリス的性格を強調しようとして、ヨーク公の個人旗を掲揚し、ユニオンジャックを付けた竹500本を用意し、「イギリス帝国の測量と範囲を示す目標」とした。

## サザンクロス遠征

### 南極の冬

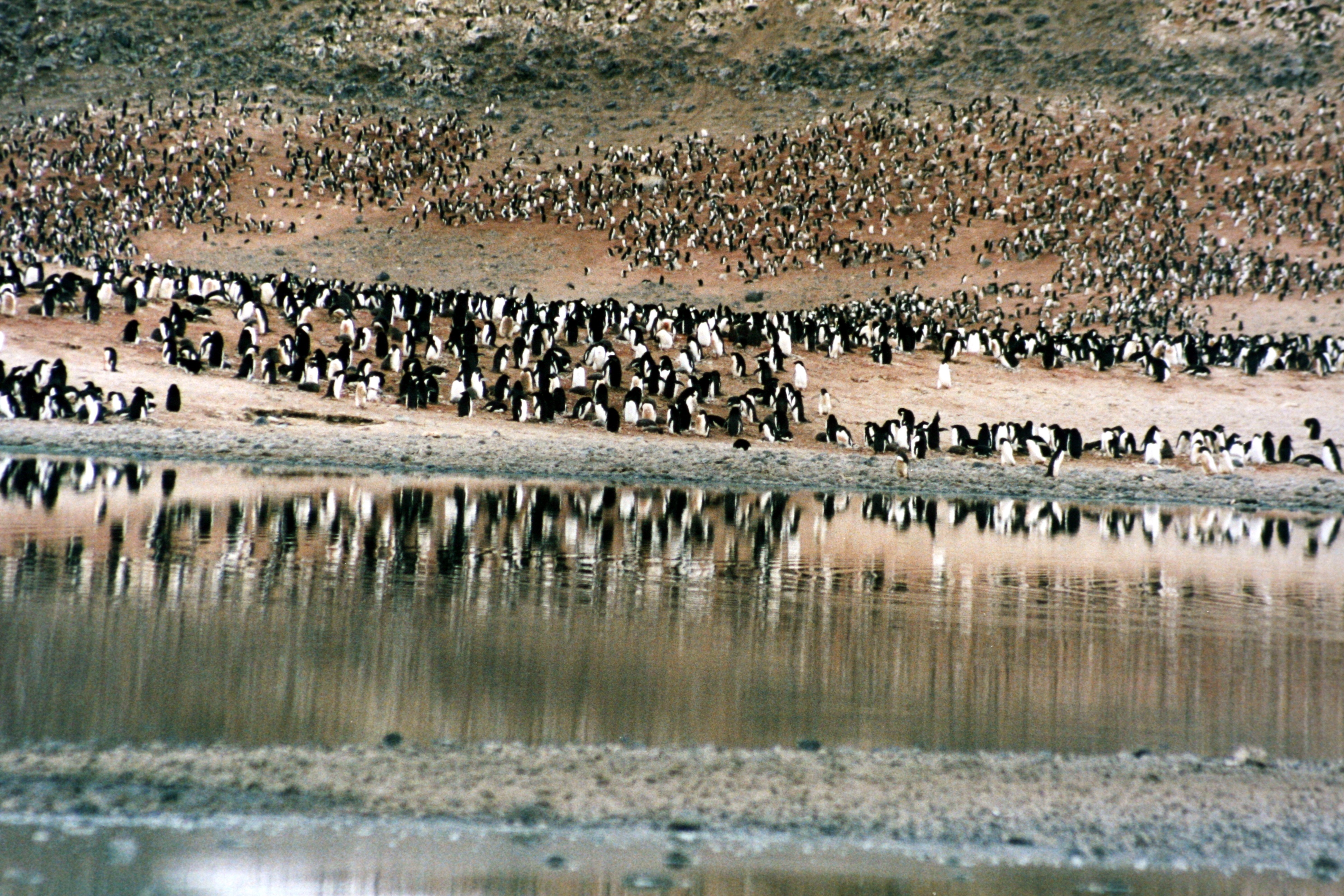
ケープ・アデアの浜、2001年撮影、ペンギンの生息地である

ボルクグレヴィンクは資金を確保できたので、捕鯨船ポーラックスを購入し、SSサザンクロスと改名し、南極のための艤装を行わせた。サザンクロスは1898年8月22日にロンドンを出港し、タスマニアのホバートで3週間停泊した後、1899年2月17日にケープ・アデアに到着した。ボルクグレヴィンクが地理学会議で説明したこの場所、ペンギンの生息地の真ん中で、遠征隊は南極大陸で初の陸の基地を設立した。基地はボルクグレヴィンクの母の旧姓から「キャンプ・リドリー」と命名された。3月2日、船はニュージーランドで冬をすごすためにそこに向けて出港し、岸には10人の隊とその食料と装置、および70匹の犬が残った。この犬は南極大陸に初めて連れて来られたものであり、またスウェーデンで6年前に発明されたプリムス・ストーブの利用でも初めてのことだった。犬とプリムス・ストーブは南極探検の英雄時代に続いた遠征全てで必需品となった。
隊員のオーストラリア人医師ルイ・ベルナッチが後に「多くの観点で、ボルクグレヴィンクは良い指導者ではなかった」と記していた。ボルクグレヴィンクは明らかに独裁者ではなかったが、ベルナッチに拠れば、受容された階層の枠組みが無く、「民主的無政府」状態が主であり、「汚れ、無秩序、不活発性というのが当時の秩序だった」と記している。さらに冬が訪れると、ケープ・アデアであれば、南極最悪の気象を免れるというボルクグレヴィンクの期待は外れた。実際には内陸の氷から北に吹き出す凍り着く風に特に曝される場所を選んでいた。時間の経過と共にこらえ性がなくなっていった。隊員は怒りっぽくなり、退屈が支配した。事故が起きた。寝床の中で消されずにいた蝋燭から火事になり、大きな被害を出した。また隊員数人がストーブからのガスで窒息しそうになった。ボルクグレヴィンクは日課を設定しようとし、科学作業が毎日行われたが、自身でも書いていたように概して共同体意識がなかった。「沈黙が耳を弄していた」士気がさらに落ちると、隊の動物学者ニコライ・ハンソンが病気になり、治療の効いもなく、10月14日に死んだ。

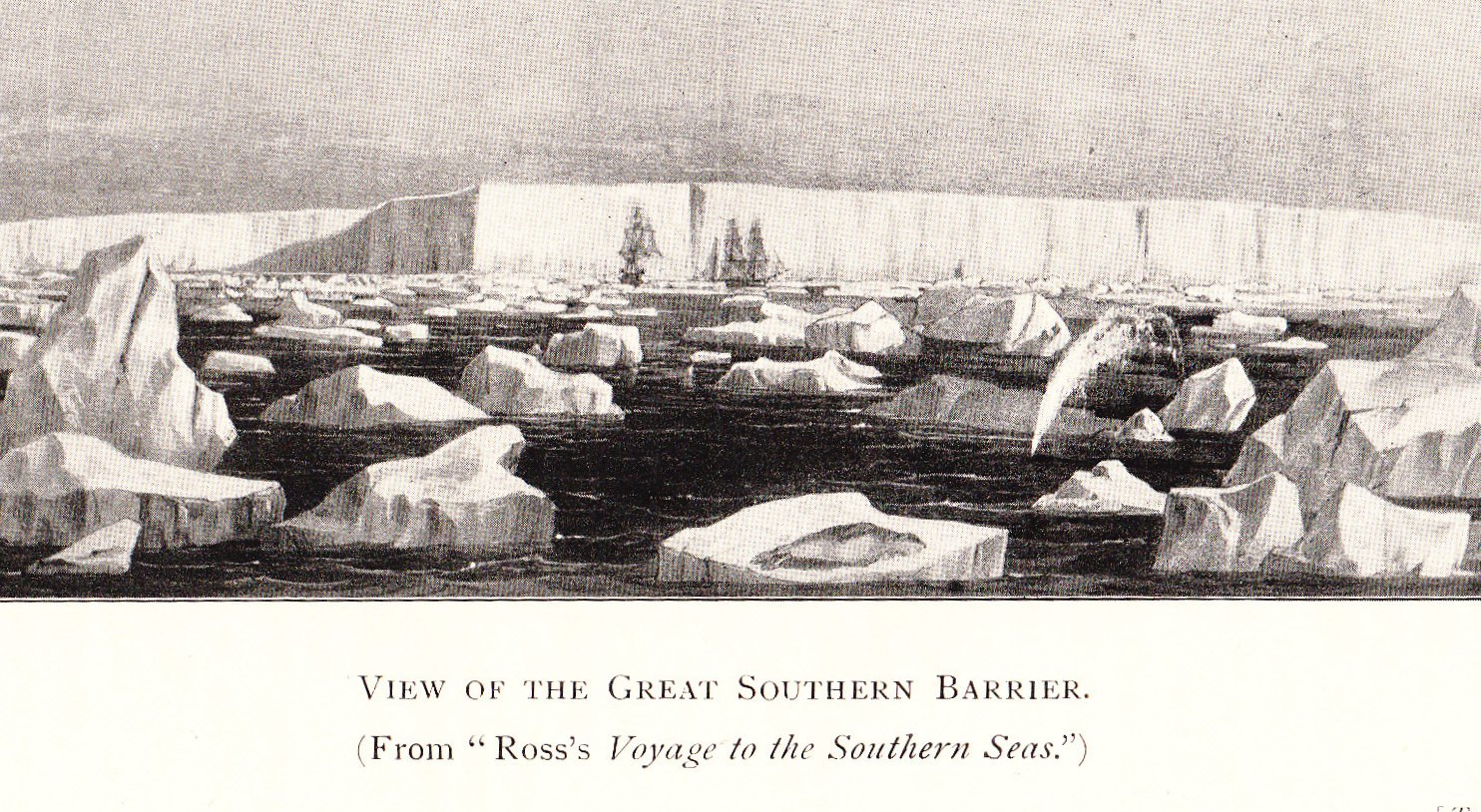
1843年に描かれたグレート・アイス・バリアの絵、ロスによる1839年から1843年の遠征以来、初めてボルクグレヴィンクがここを訪れた

冬が終わり、橇による活動が可能になると、ボルクグレヴィンクが想定していた内陸への容易な旅も嘘であることが分かった。ケープ・アデアに隣接する氷が覆った山脈が内陸への旅を不可能にしており、ケープに直接接する地域でも探検を制限していた。しかし、ボルクグレヴィンクの基本的遠征計画は、南極大陸で越冬することであり、そこで科学的観測を行うことだったので、それらは達成された。1900年1月末にサザンクロスが戻ってくると、ボルクグレヴィンクはキャンプを放棄することに決めたが、もう一年いても十分なくらい燃料と食料が残っていた。サザンクロスは直接帰国する代わりに、グレート・アイス・バリアに達するまで南下した。このバリアは1839年から1843年のジェイムズ・クラーク・ロスによる遠征中に発見され、後にその栄誉を称えてロス棚氷と命名された。ロスは上陸しておらず、その時からだれもバリアを訪れていなかった。ボルクグレヴィンクはバリアの縁に入り江を発見し、後年、シャクルトンによって「クジラ湾」と名付けられた。1900年2月16日、ここにボルクグレヴィンク、ウィリアム・コルベック、サーミ人の犬御者ペル・サビオが、犬と橇と共に初めてバリアに登り、内陸に10マイル (16 km) 移動して、当時の最南端記録南緯78度50分を樹立した。サザンクロスはロス海の他の場所も訪れた後に帰還の途に就き、4月1日にニュージーランドに到着した。ボルクグレヴィンクはその後イングランドに向かう蒸気船に乗り換え、6月初旬に到着した。

### 帰還と受け入れ
遠征隊がイングランドに戻った時の受け入れは冷ややかなものだった。大衆の関心はいずれにしても、翌年の出港に向けて準備が進む国営のディスカバリー遠征に集まっていた。それにはロバート・ファルコン・スコットが隊長に指名されたばかりだった。名前だけイギリスとされた冒険とは明らかに異なっていた。サザンクロス遠征が挙げた功績にも拘わらず、地理学の世界には不満が残っていた。特にクレメンツ・マーカム卿の周りでは、ボルクグレヴィンクがニューネスの資金を受けたことで、国営南極遠征に金が入らなかったという思いがあった。さらに、ブルースが自分の建てた計画をボルクグレヴィンクが奪ったので、計画を放棄させられたと苦情を言っていた。ボルクグレヴィンクに対する信頼は、ニューネスの雑誌に掲載された様々な記事で使われた自慢げな調子や、ボルクグレヴィンクが急遽執筆した遠征の記録『南極大陸における初物』のジャーナリズム的スタイルでも補われなかった。ボルクグレヴィンクの報告書の英語版は1901年に出版された。
ボルクグレヴィンクはその遠征を大きな成功だと公言し、「もう1つのクロンダイク」、豊富な魚、アザラシ、鳥、さらにはその中に金属が見られる結晶」について話した。その著作の中で、遠征の主な功績を列挙した。すなわち、ヴィクトリアランドで冬の間生活できる証拠、1年間の連続した磁気と気象の観測、南磁極のその時点で推計される位置、海岸線の地図化と新しい島の発見、ロス島への最初の上陸と、最終的にグレート・アイス・バリアの大きさ評価、「最南端」南緯78度50分への橇旅行だった。しかし、実際のところ、越冬の場所に選んだケープ・アデアは、その後の南極内陸の地理的探検では拠点として除外された。科学観測の結果は予想されたよりも少なかった。これはニコライ・ハンソンの自然史ノートの幾らかが失われたせいもあった。ボルクグレヴィンクはその喪失に責任があるかもしれない。後にハンソンの元雇用主であるロンドン自然史博物館と、失われたノートやハンソンが集めたサンプルについて論争になった。
ボルクグレヴィンクはイングランドに戻ってから数年間に、アメリカ地理学協会から表彰され、その母国スウェーデンのオスカル2世からはナイト・オブ・セントオラーフに叙された。1929年、ノルウェー議会がボルクグレヴィンクに3,000ノルウェー・クローネの年金を送ることを決めた。後にデンマークとオーストラリアからも同様な栄誉を受けたが、イングランドではその功績がほとんど無視されたままだった。ただし、ミルからは「パイオニア的業績の取り掛かり、後の遠征のために人員を訓練するのに有益」と評価された。歴史家のデイビッド・クレーンは、ボルクグレヴィンクがイギリス海軍の士官であったら、その遠征はイギリスでもっと真面目に捉えられたことだろう」と推量した。

## 遠征後の人生

### プレー山の災害
1902年夏、アメリカの地理学協会からカリブ海に送られた3人の地理学者の1人となった。それはフランス領カリブ海のマルティニーク島で起きたプレー山の破壊的噴火の影響を報告するためだった。1902年5月におきたその噴火はサン・ピエールの町を破壊し、多くの人命を奪った。ボルクグレヴィンクは噴火活動がほとんど静まっていた6月に島を訪れ、山は「完全に静謐」と判断し、島人はその恐慌状態から快復していた。しかし、サン・ピエールにもう一度人が住めるとは思わなかった。この山の麓で通り過ぎたばかりの地面から蒸気が噴出したのを辛うじてかわし、「もしそれが我々の誰かに当たっていたら、我々は火傷で死んでいたことだろう」と報告した。その後ワシントンD.C.の地理学協会に報告書を提出した。

### 引退
ボルクグレヴィンクはワシントンから戻った時に、事実上私的生活に引退した。1896年9月7日、ボルクグレヴィンクはイギリス人のコンスタンス・プライア・スタンデンと結婚し、オスロのスレムダルに居を構え、2人の息子と2人の娘をもうけていた。ボルクグレヴィンクはスポーツと文学活動に傾倒し、『ノルウェーの猟』という本を書いた。2つの機会に南極に戻ることを検討した。1902年8月、アメリカの地理学協会のために新たな南極遠征を率いる意図があることを述べたが、結局実施されなかった。もう1回は1909年にベルリンで発表されたものであり、同様に実行までいかなかった。

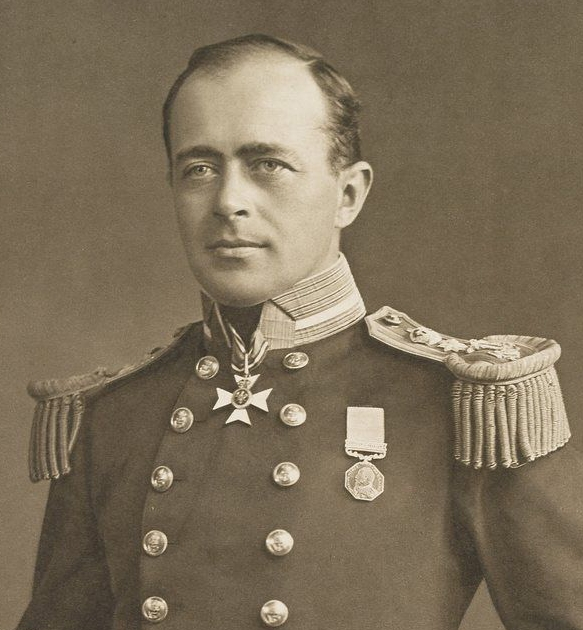
ロバート・ファルコン・スコット、テラノバ遠征でスコット隊が全滅した後、ボルクグレヴィンクはスコットに弔辞を送った

ボルクグレヴィンクは日の当たる場所には出なかったが、南極に対する興味は持ち続け、スコット大佐の最後の南極遠征に向けて1910年にテラノバが出港する直前にスコットに会いに行った。スコットの悲報が届いたときは、スコットに弔辞を送った。「彼は立派に組織された遠征の分野では初めての者であり、偉大な南極大陸で体系的な仕事を行った最初の者だった」王立地理学会書記官のジョン・スコット・ケルティに弔意を表す手紙を送り、「彼は男だった！」と記していた。
ノルウェーでは、ボルクグレヴィンクの評価が分かれている。ロアール・アムンセンは長く友人であり支援者だったが、フリチョフ・ナンセンは（スコットに拠れば）「恐ろしい詐欺師だ」と言っていた。アムンセンが1912年に南極点征服から戻ると、ボルクグレヴィンクのパイオニア的功績に最高の賛辞を表した。「我々はバリアに登るときに、ボルクグレヴィンクが南への道を開き、その後に来る遠征に対する障害を取り去ったことを認めねばならない」
ボルクグレヴィンクは余生を静かに過ごした。1930年、ロンドンの王立地理学会から金メダル（パトロンズ・メダル）を贈られるという遅すぎた認知があった。「ケープ・アデア地区でボルクグレヴィンク氏が成し遂げたよりも他の探検家が多くを成した可能性が薄いことを認識できたのは、スコットの北隊の仕事があってからのことだった。イギリスの旗の下にイギリス人の寄付者の資金で実行された当時のサザンクロス遠征のパイオニア的業績には、公正な評価が行われていなかったことは明白である」

## 死と記念

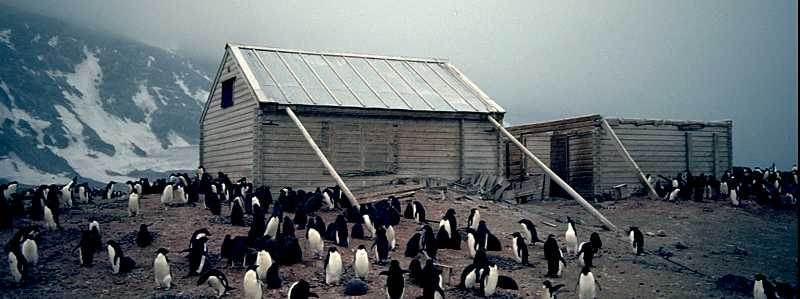
サザンクロス遠征でケープ・アデアに建てた小屋、居住棟が左。撮影は現代

カルステン・ボルクグレヴィンクは1934年4月21日にオスロで死んだ。「第1の者になるという偏執狂的望みがあったが」、また科学の面の訓練は限られていたが、南極の功績ではパイオニアと認められ、後のより慎重な遠征の先駆けと認められた。南極の地形の多くがその名前を留めている。例えば、ケープ・アデアとケープ・ワシントンの間にあるヴィクトリアランドのボルクグレヴィンク海岸、ヴィクトリアランドのボルクグレヴィンク氷河と氷舌、クイーン・モード・ランドのボルクグレヴィンキセン氷河である。南極海に棲む小さな魚、ボウズハゲギスの学名 (Pagothenia borchgrevinki) にも彼の名が献名された。その遠征の時の居住棟は現在もケープ・アデアに残っており、ニュージーランド南極歴史遺産トラストの管理下にある。このトラストは大陸の他所にあるスコットやシャクルトンの遺産も管理している。ボルクグレヴィンク小屋は、トラストから2002年に南極特別保護地域第159号に指定された。2005年6月、トラストは将来の管理と利用について管理計画を採択した。